# Kalogjera
Prezime Kalogjera (grč. Καλογερά) grčkoga je podrijetla, a izvedeno je iz dviju riječi u značenju častan (grč. kalós) starac (grč. gérōn). Ove su se riječi u tom obliku obično koristile za monahe, odnosno redovnike koji su živjeli u manastirima, ali i za pustinjake. Samo se prezime Kalogjera, ovisno o jezičnoj tradiciji i posebnostima krajeva koje su naselili i zajednica u koje se neka od obiteljskih grana integrirala, pojavljuje u različitim oblicima (Calogerà, Calógeras, Calogiera, Caloyera, Calugherà, Kalogeras, Kalogjera), a jedno od najranijih spominjanja dinastijskoga imena datira još iz 5. stoljeća i veže se uz svetoga Kalogera, ranokršćanskoga pustinjaka iz drevne Bitinije, čiji se lik nalazi i na štitovima obiteljskih grbova krfske grane obitelji Kalogjera. Kalogjere su izvorno s otoka Cipra i tijekom povijesti, koja obuhvaća i rani bizantski period, članovi ove bogate i ugledne aristokratske obitelji isticali su se svojom naobrazbom te visokim društvenim, vojnim i crkvenim položajima. Barbarski upadi, pljačke i ratni sukobi prisilile su obitelji da napuste otok te se posljednja obitelj iselila 1570. zbog otomanskoga zauzimanja otoka. Tijekom brojnih migracija obitelji su se razdvojile na različite grane te njezini potomci danas žive u mnogim europskim (Albaniji, Francuskoj, Grčkoj, Italiji, Hrvatskoj, Rumunjskoj, Srbiji), ali i izvaneuropskim zemljama (Brazilu). Iseljavanja s Cipra tijekom 15. i 16. stoljeća uglavnom su bila usmjerena prema Peloponezu, Kreti (na kojoj se prisutnost kretske grane Kalogjera spominje još od doba rušenja Kretskoga Emirata), Krfu te na kraju i Veneciji gdje će obitelj, napustivši pravoslavlje tijekom 17. stoljeća, postati dijelom venecijanskoga plemstva i biti blisko povezana s drugim bogatim i uglednim obiteljima poput Bulgari i Medici. Venecijansko-talijanska grana obitelji naselila je gradove poput Milana, Padove, Udina, dok se Venecijansko-dalmatinska zaputila u Dubrovnik i Zadar te na Hvar i Korčulu.[nedostaje izvor] Jedan od Kalogjera, ujedno i rodonačelnik svih Kalogjera s prostora današnje Hrvatske i Rumunjske, Don Francesco Calogerà, sredinom je 18. stoljeća iz rodne Venecije stigao do otoka Hvara gdje je postao ravnatelj bolnice te se oženio kćeri zlatara Steffana Cortina. Njihovi su potomci naselili susjednu Korčulu, pa tako i naselje Blato. Obitelj Damira Borasa dio je blatske grane Zlatarovića kojoj pripada i Damirov praprastric, kotorski i splitski biskup Marko Kalogjera (1819. – 1888.). Naime, biskup Marko Kalogjera bio je sin Francesca Bože Kalogjere (unuka Don Francesca Calogere) i brat Giacoma (Jakova) Kalogjere Zlatara čiji je unuk Marko Kalogjera utemeljio Hrvatsku starokatoličku crkvu.